# ヨハン・ルートヴィヒ・クレープス

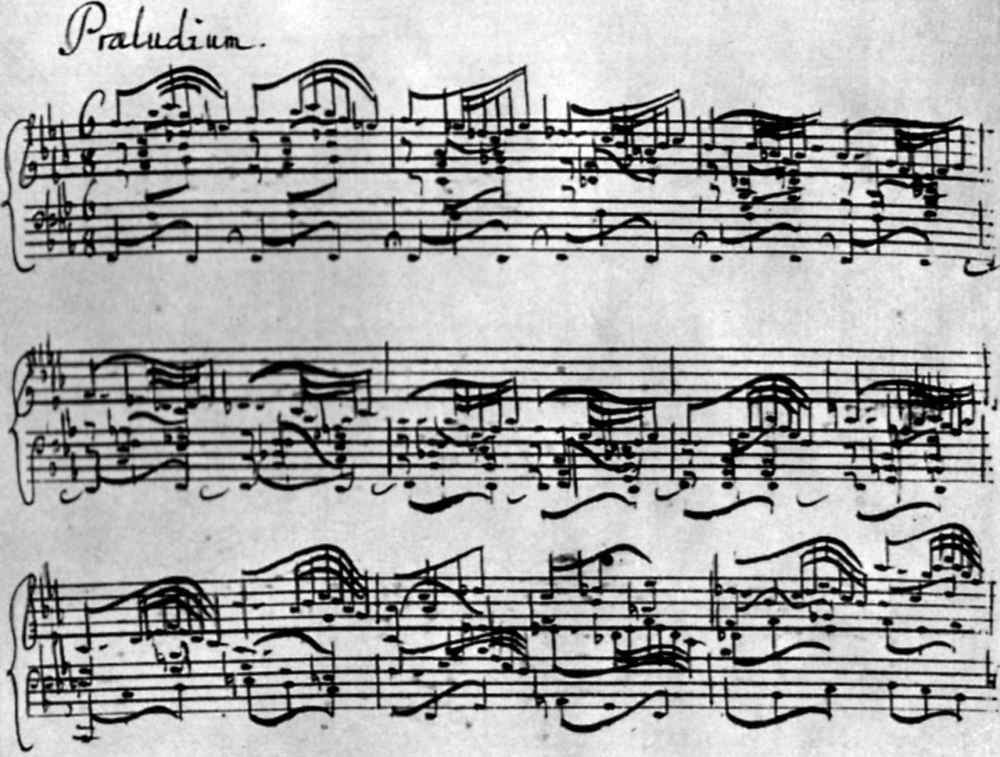
ヨハン・ルートヴィヒ・クレープス作曲の前奏曲

ヨハン・ルートヴィヒ・クレープス（Johann Ludwig Krebs, 1713年10月12日 - 1780年1月1日）はバロック音楽末期のオルガニスト・作曲家。親子2代そろってのヨハン・ゼバスティアン・バッハの高弟として歴史に名を残し、作曲家として恩師から北ドイツ・オルガン楽派の伝統を引き継いだ。バッハの長男ヴィルヘルム・フリーデマンや次男カール・フィリップ・エマヌエルと同世代だが、彼らと違って伝統的なポリフォニー構成を好んだ。

## 人物
ヴァイマル出身。父親は高名なオルガン奏者ヨハン・トビアス。ルートヴィヒは、音楽的才能に恵まれたクレープス兄弟の、少なくとも3人のうちの一人であった。
オルガン、リュート、ヴァイオリンを学ぶためにライプツィヒに行き、父トビアス同様、バッハにオルガンを師事する名誉に恵まれた。バッハはルートヴィヒに高い評価を与えており、明らかに愛弟子と認めていた（ドイツ語のバッハには小川やせせらぎ、クレープスには蟹の意味があることから、バッハは次のように洒落てみせた。「（クレープスは）小川に棲む良いカニである」）。
技術的観点からすると、ルートヴィヒ・クレープスは、バッハに次いで比類のないオルガン奏者であった。しかしながら庇護者を得たり、どこの大聖堂においても職を得ることはかなり困難だった。その一因として、当時すでにバロック音楽様式は前古典派音楽へ取って代わられ、時代遅れになりつつあったということが挙げられよう。
ツヴィッカウで小さなポストを得た後、恩師バッハの死から5年後の1755年、ザクセン＝ゴータ＝アルテンブルク公フリードリヒ3世の宮廷オルガニストに任命される。当時のクレープスは困窮しており、7人の子どもを含めた自分の家族を食べさせるため、少ない報酬も厭わず必死に働いた。けっきょく彼は要職を得ることなく、また宮廷作曲家になることも一件たりとも作品委嘱を受けることもなく生涯を終えるが、かなりまとまった数の作品を作曲することが可能な音楽家だった。とはいえ、彼の残した作品は20世紀初頭までほとんど出版されることはなかった。
作曲家としてクレープスは、バッハの卓越した指導に恵まれたと見なされている。クレープスの対位法は、バッハにくらべると見劣りするが、バッハはその奥義を極めていたのだから、このような比較はあまり意味がない。つまるところクレープスの作品は、すぐれた質を示しているが、当時としてはかなり流行おくれだった。最も有名な作品に、《トッカータとフーガ ホ長調》が挙げられる。父親の作品とも伝えられる《8つの小プレリュードとフーガ》は、ときにバッハの作品と混同されてきた。クレープスの3人の息子たちも、当時は有名な演奏家となった。うちひとりは歌曲の作曲で名を成した。